# كريب (مصطلح يشير إلى الإعاقة)
كريب، هو مصطلح يستخدم للإشارة إلى الشخص ذو الإعاقة، في طور استعادته من قبل الأشخاص ذوي الإعاقة. تقترح جامعة رايت ستيت أن التعريف الحالي للمجتمع لكلمة "كريب" يشمل الأشخاص الذين يعانون من أي نوع من الإعاقة، مثل واحد أو أكثر من العجز الجسدي أو العقلي أو التعلمي أو الحسي، على الرغم من أن المصطلح يستهدف بشكل أساسي الإعاقات الجسدية وحركة الإنسان. قد يعرّف الناس أنفسهم بكلمة "كريب" لأسباب عديدة. بعض هذه الأسباب تشمل إظهار الفخر، الحديث عن حقوق المعاقين، أو تجنب أنواع الإعاقة.
استخدام مصطلح "معاق" في الإنجليزية إلى عام 950 ميلادية على الأقل. بينما كان يُستخدم مصطلح "معاق" لوصف شخص ذو إعاقة جسدية، فإنه أصبح في النهاية لفظًا قدحيًا يركز على الأشخاص الذين يُعتبرون قبيحين بسبب الإعاقة الجسدية. لم يكن استخدام "معاق" كلفظ قذح مقتصرًا على الأشخاص فقط. ذكرت إميلي هاتشون و غريغور وولبرينغ أن "معاق" يمكن أن يُستخدم لوصف "عمل ،حدث ،كائن ،شخص".
ومع ظهور حركة حقوق ذوي الإعاقة في الستينيات ظهرت فكرة فخر ذوي الإعاقة؛ وهي حركة تهدف إلى التخلص من مشاعر العار التي فرضها المجتمع على الأشخاص ذوي الإعاقة. كان جزء من عملية فخر ذوي الإعاقة هو استعادة الكلمات المستخدمة لتشويه سمعة مجتمع ذوي الإعاقة. وهكذا، تطور المعنى الجديد لكلمة "كريب" كمصطلح "داخلي" داخل حركة حقوق ذوي الإعاقة.
بدأت نظرية الإعاقة في المجتمعات وهي نظرية أكاديمية تتقاطع مع تجارب مثل العرق أو الطبقة أو الجنس. ومن بين النظريات الأخرى المتعلقة بالإعاقة نظرية وقت الإعاقة، والتي لها جذورها في كل من مجتمع الإعاقة والنظرية الأكاديمية (من خلال مستقبل الإعاقة).

## تاريخ
كريب مصطلح عامي لكلمة كريب. أصل كلمة كريب مشتق من كلمتين إنجليزيتين قديمتين، هما كريبيل وكريوبِل. لهذين المصطلحين جذور جرمانية في كلمة كروبيلاز، والتي تعني "شلل". يمكن استخدام كلمتي كريبيل وكريوبِل لوصف الأشخاص أو الأماكن. عند الإشارة إلى الأشخاص، تشير كلمة كريبيل إلى الإعاقة، أو قصر القامة، أو قد تكون اسم عائلة.
تعود أقدم استخدام مكتوب لكلمة "مُعاق" إلى عام 950 ميلادياً في أناجيل ليندسفارن. في هذا السياق، كانت تُستخدم كلمة "مُعاق" لوصف الأشخاص الذين يواجهون صعوبة في المشي، مثل الأشخاص ذوي الإعاقة الجسدية. على الرغم من أن مصطلح "مُعاق" كان شائع الاستخدام، إلا أنه كان يُستخدم غالبًا في الأدب لوصف شخصيات تعاني من مشاكل في المشي، أو صعوبة في استخدام أطرافها. في عام 1893، أشار الروائي أوين ويستر إلى شخصية أصيبت في ساقها بأنه "كريب جونز".
وبحلول عشرينيات القرن العشرين، اكتسبت كلمة كريب معنى جديدًا، على الرغم من أنها لا تزال تبدو مرتبطة بالإعاقة. خلال هذا الوقت، بدأ استخدام كلمة "كريب" كمصطلح عامي يعني "سهل"، وهو ما قد يعكس توقعات المجتمع المنخفضة للأشخاص ذوي الإعاقة (كانت الرمية السهلة في لعبة البيسبول تُسمى "كريب البيسبول"، وكانت الدورة السهلة في المدرسة تُسمى "دورة كريب").
بسبب هذه الاستخدامات الجديدة لمصطلحي معاق ومشلول، والتي انتقلت من الوصف إلى التحقير، يتم تعريف معاق ومشلول على أنهما مصطلحات عتيقة ومهينة. لقد استخدمت هذه المصطلحات بشكل ازدرائي كمصطلح سلبي وشتيمة.

## حركة حقوق ذوي الإعاقة
وخلال ستينيات القرن العشرين، بدأت حركات حقوق ذوي الإعاقة تكتسب زخمًا.  كان أحد مكونات هذه الحركة هو خلق شعور بالفخر بالإعاقة، والذي كان يهدف إلى التوقف عن الشعور بالخجل نتيجة للإعاقة. وهنا بدأ استخدام مصطلح "كريب" مرة أخرى. وقد تمت تعزيز عملية الاستعادة من خلال تقديم النموذج الاجتماعي للإعاقة في سبعينيات القرن العشرين، والذي اعتمدته الأمم المتحدة في ثمانينيات القرن العشرين.
وظل مصطلح "كريب" مستخدمًا بشكل شائع داخل مجتمع ذوي الإعاقة، على الرغم من أن المصطلح قد اتسع ليشمل الأشخاص الذين يعانون من أي شكل من أشكال الإعاقة، وليس فقط أولئك الذين يعانون من إعاقات جسدية. بعض الحركات الاجتماعية التي تستخدم مصطلح كريب، كريب مخيم، وكريب ريف ومقرها تورنتو. كان لاستعادة مصطلح "كريب" تأثيرات أوسع نطاقًا كما يتضح من خلال الحركة الفنية مثل "كريب هوب نيشن" و"كريبيتيكس" و"كريب كوليكتيف" (مجموعات كتاب ذوي الإعاقة)، والأفلام الوثائقية مثل "فيكسيد" و"كريب كامب".
وتُستخدم كلمة كريب أحيانًا كاسم خاص، "كريب"، وأحيانًا حتى كفعل، حيث تعني كلمة "كريب" تطبيق عدسة العدالة الخاصة بالإعاقة عليها.  بهذه الطريقة وفي طرق أخرى عديدة، فإن استعادة كلمة "كريب" تعكس استعادة كلمة "كوير".
" تقمص الإعاقة " هو مصطلح اعتمد من قبل وسائل الإعلام الرئيسية والصناعات الإبداعية ويرتبط بشكل من أشكال محو موهبة الإعاقة، حيث يتم اختيار ممثلين بدون إعاقات مرئية لأدوار لعب شخصيات خيالية أو شخصيات تاريخية معاقة.
غاية
الأشخاص الذين يعرّفون أنفسهم كريب يستخدمون المصطلح لأسباب مختلفة:
- للتعبير عن الفخر بكونه عضوًا في مجتمع ذوي الإعاقة ("فخر المعاقين" أو "قرميد المعاقين").[5]
- للتعبير عن المرونة في نضال الكريب من أجل الحقوق والمساواة ومقاومتهم ضد الإعاقة والقمع.[4][3][1]
- للحصول على مصطلح موحد لجميع أنواع الإعاقات، مما يتجنب هرمية الإعاقة (الموقف الذي يعتبر أن الأشخاص ذوي أنواع معينة من الإعاقات أكثر أو أقل أهمية من الأشخاص ذوي الإعاقات الأخرى)
- لإضعاف الاستخدامات السلبية التاريخية لهذه المصطلح.[5]
- لتحديد الآخرين من ذوي الإعاقة الذين يعرفون أنفسهم على أنهم معاقين.[30]

## نظرية العجز
ونتيجة لتأثير حركة حقوق ذوي الإعاقة، ظهرت طرق جديدة لفهم الإعاقة. على سبيل المثال، قدم النموذج الاجتماعي من قبل منظمات حقوق الأشخاص ذوي الإعاقة في سبعينيات القرن العشرين. وبفضل عمل الباحثين الناشطين مثل مايك أوليفر، دخلت مفاهيم المجتمع، مثل مفهوم النموذج الاجتماعي للإعاقة، إلى الأوساط الأكاديمية. لقد أدت هذه الطرق الجديدة لفهم الإعاقة إلى إنشاء مجال أكاديمي جديد للدراسة، يُطلق عليه دراسات الإعاقة. في إطار دراسات الإعاقة، تشكلت نظرية الإعاقة. كانت نظرية الإعاقة وسيلة لاستكشاف تجربة الإعاقة، والاعتراف بتاريخ استبعاد مجتمع الإعاقة والحواجز الاجتماعية الأخرى المرتبطة بالإعاقة. تطورت نظرية الإعاقة في هذا المجال باعتبارها تقاطعًا مع النوع والجنسانية ووقعت ضمن ما يُعرف بدراسات الإعاقة النقدية. في حين طور مصطلح "كريب" من قبل المجتمعات لفهم قمعهم من منظور الإعاقة.
وعلى سبيل المثال، تعتبر فترة العجز مفهومًا بدأ في المجتمعات. تقترح هذه الفكرة أن مجتمعنا لديه أفكار حول المدة الزمنية وكمية الطاقة والموارد التي ستحتاجها المهمة. عندما ظهرت هذه الأفكار، كانت تستند إلى شخص غير معاق. أن تكون غير معاق يعني أن لديك حد أدنى من الاضطرابات جسديًا أو عقليًا أو حسيًا أو عدم التعريف كأنه لديك إعاقة. وبسبب الافتراض المتعلق بغير المعاقين، هناك نقص في الاعتبار للوقت والطاقة أو الموارد المطلوبة للأشخاص ذوي الإعاقات. أو قد يحتاج إلى مساعدة من شخص آخر. ويستخدم بعض ذوي الإعاقة نظرية الملعقة للحديث عن الطريقة التي يجب عليهم إدارة الموارد بها.
وترتبط الآراء الأكاديمية حول زمن الإعاقة بأفكار المستقبل، والتي تستند إلى نظرية زمنية. هذه النظرية، التي طورتها أليسون كافر في كتابها "النسوية، المثلية، الإعاقة"، مبنية على نظرية زمنية غريبة. تطلب منا نظرية زمن الإعاقة التفكير في الروابط بين الزمن والتهميش والظهور، أو كيف نتخيل تاريخنا ومستقبلنا. يُقال إن الأشخاص ذوي الإعاقة (وغيرهم من الهويات المهمشة) يُصبحون غير مرئيين من ماضينا ومستقبلنا. عندما نزيل الأشخاص ذوي الإعاقة من تاريخنا ومستقبلنا المتخيل، يجب أن نتساءل أيضًا عن سبب مراعاة السياسات والقوانين والمجتمعات لاحتياجات الأشخاص ذوي الإعاقة.

## الجدل
وعاد مصطلح "كريب" ليست مقبولة عالميًا من قبل ذوي الاحتياجات الخاصة. هناك عدة انتقادات لمحاولة استعادة مصطلح كريب. يعتقد البعض أن استعادة هذا المصطلح لا تزال تضع الأشخاص ذوي الإعاقة في علاقة مع الأصحاء، وهو ما يمكن أن يحافظ على آراء ضارة تجاه الأشخاص ذوي الإعاقة.
فرضت مخاوف بأن كلمة "،كريب" قريبة من "،كريب"، وهو عصابة شوارع في الولايات المتحدة.
ويدّعي البعض أن استعادة كلمة "،كريب" يتم بواسطة أشخاص مميزين، غالبًا من الاشخاص البيض وداخل الأوساط الأكاديمية. ينتقدون حق الأشخاص المميزين المشاركين في عملية الاستعادة عندما لا تؤخذ احتياجات ورغبات الأشخاص ذوي الإعاقة المهمشين في الاعتبار. يجادل أصحاب هذا الموقف، كما تقول كيرستين ماري بون، أن نظرية "،كريب" 'تُصمت التجربة الفعلية للأشخاص ذوي الإعاقة وتفكك المجتمع، مما يضر بدلاً من أن يساعد'.